# Бйодри
Бйодри (пол. Biodry) — село в Польщі, у гміні Єдвабне Ломжинського повіту Підляського воєводства.
Населення — 136 осіб (2011).
У 1975-1998 роках село належало до Ломжинського воєводства.

## Демографія
Демографічна структура станом на 31 березня 2011 року:
|          | Загалом | Допрацездатний вік | Працездатний вік | Постпрацездатний вік |
| -------- | ------- | ------------------ | ---------------- | -------------------- |
| Чоловіки | 69      | 18                 | 42               | 9                    |
| Жінки    | 67      | 19                 | 37               | 11                   |
| Разом    | 136     | 37                 | 79               | 20                   |